# Aarau
Aarau je hlavní město švýcarského kantonu Aargau a současně je také okresním městem okresu Aarau. Leží na řece Aaře.

## Obyvatelstvo
Vývoj počtu obyvatel
| Rok      | 1558        | 1764 | 1798 | 1850 | 1900 | 1930   | 1950   | 1960   | 1970   | 1980   | 1990   | 2000   | 2014   |
| Obyvatel | přibl. 1200 | 1868 | 2458 | 4657 | 7831 | 11 666 | 14 280 | 17 045 | 16 881 | 15 788 | 16 481 | 15 470 | 20 408 |

## Doprava
Aarau leží v průsečíku různých dopravních proudů. Železniční nádraží je jedním z nejvíce frekventovaných v zemi a leží na významné východo-západní čtyřkolejné trati vedoucí z Curychu do Bernu. Tato trať podchází dvěma souběžnými 500 metrů dlouhými tunely vládní čtvrť. Na trati jsou provozovány přímé vlaky do Curychu, Bernu, Basileje a Ženevy. Další trať SBB vede přes Lenzburg do Zugu. Aarau je také výchozím bodem dvou tratí společnosti Wynental- und Suhrentalbahn (WSB). Tyto příměstské tratě s tramvajovým charakterem provozu vedou do obcí Menziken ve Wynental a Schöftland v Suhrental. Stará budova nádraží byla zbořena a od léta roku 2010 nahrazena novostavbou.
Dopravní společnosti AAR bus+bahn, vlastník společnosti WSB, provozuje spolu se svojí dceřinou společností Busbetrieb Aarau četné linky městských autobusů a dvě linky přes pohoří Jura do Fricktal, jednu přes Benkerjoch a jednu přes Staffelegg. V Aarau se křižují tři cyklistické stezky: severo-jižní Nord-Süd-Route, Aare-Route a Mittelland-Route.
Jižně od Aarau probíhá nejdůležitější dálnice Švýcarska, A1. Sjezd Aarau-West u obce Oberentfelden je cca 5 km jižně od města. Šest kilometrů východně od města položený sjezd Aarau-Ost u obce Hunzenschwil je s městem spojen čtyřproudovou rychlostní silnicí T5
Východní obchvat centra s tunelem Sauerländertunnel byl otevřen v březnu 2003.

## Slavní obyvatelé
- Robert Buser (1857–1931), botanik
- Urs Faes (* 1947), spisovatel
- Klaus Merz (* 1945), spisovatel
- Albert Einstein (1879–1955), fyzik

## Partnerská města
- Delft, Nizozemsko
- Neuchâtel, Švýcarsko
- Reutlingen, Německo